# フランキー・デューソン
フランキー・デューソン（Frankie Duson、1878年 - 1936年）は、初期ニューオーリンズ・ジャズのトロンボーン奏者。バディ・ボールデンのジャズ・バンドに参加し、ホールデンが健康を害して離脱してからは、後を引き継いでバンドリーダーとして率い、イーグル・バンド（The Eagle Band）と名を改めて活動を続けた。
デューソンは、1878年にニューオーリンズのアルジャーズ地域で生まれ、1936年に58歳で死去した。
世界恐慌の間、デューソンは蒸気船S.S キャピトル号（S.S Capitol）のエラ・オーケストラで演奏し、その後は、ルイス・デュメイン（Louis Dumaine）の傍らで演奏した。